# Yannis Tafer
Yannis Tafer (Grenoble, Francia, 11 de febrero de 1991), futbolista francés, de origen argelino. Juega de delantero y su actual equipo es el F.C Epalingen de la 2.Liga de Suiza 

## Selección nacional
- Ha sido internacional con la Selección de fútbol sub-20 de Francia. Jugo 4 partidos y anotó 1 gol.
- Pero el jugador dice que va a jugar con la Selección de fútbol de Argelia.

## Clubes
| Club                          |  | País    | Año           |
| ----------------------------- |  | ------- | ------------- |
| Olympique de Lyon             |  | Francia | 2008-2010     |
| Toulouse FC                   |  | Francia | 2010-2011     |
| Olympique de Lyon             |  | Francia | 2011-2013     |
| Football Club Lausanne Sports |  | Suiza   | 2013-2014     |
| FC St. Gallen                 |  | Suiza   | 2014-presente |